# Корреа, Хавьер
Хавьер Андрес Корреа (исп. Javier Andrés Correa; 17 июля 1976, Сан-Карлос-де-Барилоче) — аргентинский гребец-байдарочник, выступал за сборную Аргентины во второй половине 1990-х — первой половине 2000-х годов. Участник трёх летних Олимпийских игр, серебряный и бронзовый призёр чемпионатов мира, двукратный чемпион Панамериканских игр, победитель многих регат национального и международного значения.

## Биография
Хавьер Корреа родился 17 июля 1976 года в городе Сан-Карлос-де-Барилоче провинции Рио-Негро.
Благодаря череде удачных выступлений удостоился права защищать честь страны на летних Олимпийских играх 1996 года в Атланте — в одиночках на пятистах метрах финишировал в полуфинале седьмым, тогда как в двойках на тысяче метрах на стадии полуфиналов стал девятым.
Первого серьёзного успеха на взрослом международном уровне добился в 1998 году, когда попал в основной состав аргентинской национальной сборной и побывал на чемпионате мира в венгерском Сегеде, откуда привёз награду бронзового достоинства, выигранную в зачёте одиночных байдарок на дистанции 1000 метров. Будучи одним из лидеров гребной команды Аргентины, благополучно прошёл квалификацию на Олимпийские игры 2000 года в Сиднее — в полукилометровой программе одиночек вновь остановился в полуфинале, где показал на сей раз шестой результат, в то время как на тысяче метрах сумел добраться до финала и в решающем заезде пришёл к финишу пятым, немного не дотянув до призовых позиций.
В 2001 году на чемпионате мира в польской Познани Корреа дважды поднимался на пьедестал почёта, среди байдарок-одиночек получил бронзу на дистанции 500 метров и серебро на дистанции 1000 метров. Год спустя на мировом первенстве в испанской Севилье снова стал серебряным призёром одиночной километровой дисциплины. Ещё через год завоевал две золотые медали на Панамериканских играх в Санто-Доминго, в одиночках на пятистах и тысяче метрах. Позже отправился представлять страну на Олимпийских играх 2004 года в Афинах — в полукилометровой гонке одиночек занял в финале восьмое место, при этом на километре остановился в полуфиналах, где стал четвёртым. Вскоре по окончании этих соревнований принял решение завершить карьеру профессионального спортсмена, уступив место в сборной молодым аргентинским гребцам.